# 카를로 데 메디치
카를로 디 코시모 데 메디치(이탈리아어: Carlo di Cosimo de' Medici, 1428년 또는 1430년 - 1492년 5월 29일)는 이탈리아의 성직자이다. 강력한 메디치 가문 출신으로, 선임 성직자이자 수집가이다.

## 어린 시절
피렌체에서 코시모 데 메디치와 베네치아에서 샀다고 전해지는 노예 여성 마달레나 사이의 사생아로 태어났다. 카를로의 "강렬한 푸른 눈"과 그밖에 "눈에 띄는 체르케스인의 특징"등의 힌트를 통해 마달레나가 체르케스인이라는 것이 널리 받아들여져 있다. 그러나 한때 어둡게 묘사된 만테냐가 그린 카를로의 초상화로 인하여 그의 어머니가 흑인계 아프리카인 일 것이라고 추측하기도 했었다. 필리포 리피가 그린 그림에서는 표준적인 이탈리아인 피부색으로 그려져있고, 파란색 눈을 지녔다.

## 생애
그의 아버지는 그에게 종교적인 삶을 살게 하였다. 1450년에 피렌체 대성당의 성당 참사회 회원이 된 후, 그는 무젤로의 산타 마리아 (디 코마노, Dicomano) 교구와 산 도나토 디 칼렌차노 교구의 주임 사제가 됐다.
그는 프라토 외각 바이아노의 산 살바토레 수도원의 수도원장이 되었다. 그는 또한 토스카나 지역의 교황청 세리이자 교황 대사였다. 카를로는 1460년 초에 프라토의 대성당 주임 사제였다. 교양인이였던 그는 메달리온을 수집했다. 그는 1492년 피렌체에서 사망했다.

## 초상화

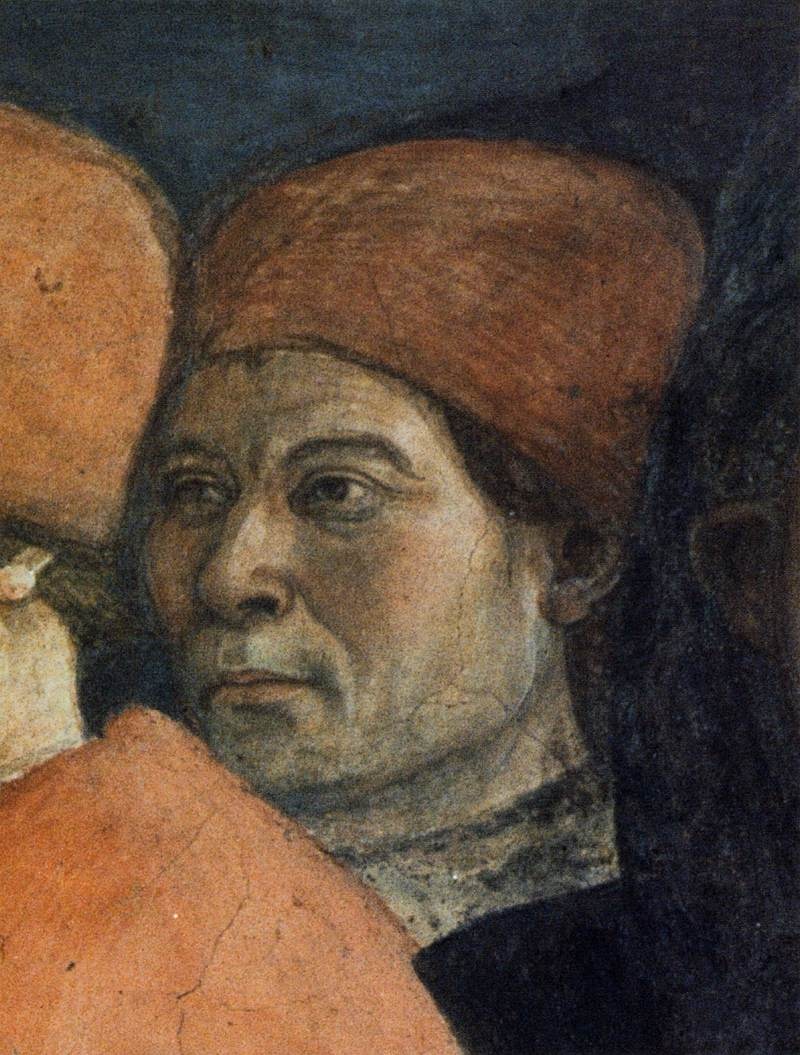
성 스테파노의 장례식이라는 필리포 리피의 작품에서 묘사된 카를로

카를로는 1466년에 안드레아 만테냐에 의해 성직복을 입은 머리와 어깨만큼이 보이는 초상화를 그렸다. 그는 또한 프라토 대성당에 있는 필리포 리피의 성 스테파노와 세례자 요한의 이야기라는 장례식 장면에서도 등장하며, 교황 뒤에 묘사되었다. 그는 피렌체의 마기 예배당에 있는 베노초 고촐리의 작품 마기의 여정에서의 등장 인물 중 하나로 그려졌을 것이다.

## 대중 문화
사극 판타지 드라마 다빈치의 악마들에서 카를로는 레이 피어론이 연기하였다. 그는 세상의 잔혹함으로 교회와 교회의 메시지에 대해 의심하게 되는 선교사로 묘사된다.

## 참고
1. ↑  전해진 바에 의하면 코시모 데 메디치의 밀라노 대리인 조반니 포르티나리 (Giovanni Portinari, 1363년 경–1436년)가 1427년 여름 베네치아의 리알토에서 구입했을때, 체르케스인 어머니는 22세였다고 한다.[1][2][3][4][5][6] 13세기 말 이래로, 베네치아와 제노바 상인들과 영사들은 흑해의 동쪽 해안에 무역 전초기지들을 세웠고[7][8] 체르케스에 로마 가톨릭 교회 전파[9]와 아디게인 귀족 대표들과 자주 무역 협정을 맺었다.[10] 이 이탈리아 상인들은 또한 제노바와 베네치아등의 도시들에 아디게인과 압하지아인 노예를 매매하는 체르케스 미인들에 대한 활말한 무역 활동에 열중을 하였다.[11][12] 카를로처럼 유사하게 마트레가 (오늘날 러시아의 크라스노다르 지방의 옛 도시의 통치자였던 차카리아스 데 기솔피는 체르케스인과 제노바인 결혼 사이에서 태어났다.[13] 추가적으로 제노바 여행자 조르조 인테리아노의 저서 La vita et sito de' Zichi, chiamiti Ciarcassi: historia notabile는 아디게인의 인생과 관습에 대한 최초의 이탈리아어 설명서이다.